# Eruzione del Vesuvio del 79
L'eruzione del Vesuvio del 79 d.C. è il principale evento eruttivo del Vesuvio in epoca storica. Essa mutò profondamente la morfologia del vulcano e provocò la distruzione di Ercolano, Pompei, Stabia e Oplontis, le cui rovine, rimaste sepolte sotto strati di pomici e fango, sono state riportate alla luce a partire dal XVIII secolo.

## La data dell'eruzione

Mappa raffigurante l'area interessata dall'eruzione

La data dell'eruzione del Vesuvio del 79 d.C. è attestata da una lettera di Plinio il Giovane. Nella variante universalmente ritenuta più attendibile del manoscritto si legge nonum kal septembres, cioè nove giorni prima delle Calende di settembre, data che corrisponde al 24 agosto, ma alcuni recenti dati archeologici sembrano spostare l'eruzione più avanti, in pieno autunno.

### 24 ottobre
La data del 24 agosto era stata accettata come sicura fino agli anni ‘10 del XXI secolo ma i dati archeologici via via emersi mal si accordavano con una data estiva e hanno riaperto la discussione. Ad esempio, il ritrovamento di frutta secca carbonizzata, di bracieri usati all'epoca per il riscaldamento, di mosto in fase di invecchiamento trovato ancora sigillato nei contenitori, di mantelli pesanti in lana e, soprattutto, di una moneta ritrovata a Pompei che testimonia la quindicesima acclamazione di Tito a imperatore avvenuta dopo l'8 settembre 79, lasciano supporre che l'eruzione sia avvenuta in autunno, probabilmente il 24 ottobre di quell'anno, una domenica.
Un'ulteriore prova a supporto di questa tesi è l'iscrizione scoperta nel 2018 in una casa che al momento del disastro era probabilmente in ristrutturazione: l'iscrizione, a carboncino, riporta la data del 17 ottobre e si riferisce con tutta probabilità allo stesso 79, poiché le scritte a carboncino si cancellano con estrema facilità. Sembra quindi da escludersi che possa risalire a un periodo molto precedente l'eruzione. Il testo che segue la data è di lettura ambigua, e può essere interpretato come:
()

o come (più probabilmente):
()
Uno studio dell'INGV pubblicato nell'agosto 2022 su Earth-Science Reviews, ha utilizzato un approccio multidisciplinare, combinando dati provenienti da analisi di tipo storico, stratigrafico, sedimentale, geofisico, paleoclimatico e dalla ricostruzione delle varie fasi dell'eruzione tramite modelli matematici, tenendo in considerazione anche i residui delle ceneri diffuse nei siti per effetto dei venti stagionali e tuttora rilevabili in altre aree del Mediterraneo come la Grecia, arrivando alla conclusione che la data più probabile per l'eruzione è il 24 ottobre 79. Lo studio ha tenuto in considerazione anche gli argomenti critici e dubitativi sollevati rispetto ad alcuni indizi relativi a questa data (come l'incerta datazione dell'iscrizione a carboncino).

### 24 agosto
Alcuni elementi a supporto della data del 24 ottobre non sono ritenuti abbastanza attendibili da altri studiosi. Per esempio, l'iscrizione a carboncino, che reca la menzione del 17 ottobre, non riporta l'anno, come è normale per le iscrizioni parietali inerenti alla vita quotidiana a Pompei. Essa potrebbe essere stata scritta in anni precedenti ed essersi conservata perfettamente, come nel caso delle iscrizioni a carboncino ancora leggibili sulle volte delle tombe di Porta Nocera.

## Dinamica dell'eruzione
I primi eventi sismici ebbero già inizio nel 62, con il crollo di diverse case che furono poi ricostruite negli anni successivi. Solo alcuni anni dopo, nel 79, il Vesuvio iniziò il suo ciclo eruttivo che porterà poi al seppellimento di alcune zone di Stabia, Pompei, Ercolano e molti insediamenti a sud-est dal Vesuvio.
Intorno all'una del pomeriggio, con un boato terribile, il Vesuvio eruttò. Le sostanze eruttate per prime dal Vesuvio furono fondamentalmente pomici, quindi rocce vulcaniche originate da un magma pieno di gas e raffreddato. Mescolate alle pomici si trovano parti di rocce di altra natura che furono trasportate dal magma. La maggior parte dei cadaveri a Pompei sono rimasti intrappolati al di sopra delle pomici, avvolti nelle ceneri. I residui piroclastici dell’eruzione sono stati rintracciati in un'area ampia centinaia di chilometri quadrati. Secondo una stima moderna, l'altezza della colonna eruttiva potrebbe aver raggiunto i 23-27 chilometri.
Per quanto riguarda la composizione chimica delle sostanze eruttate nel 79, questa è diversa da quella delle lave eruttate nel periodo che va dal 1631 al 1944; infatti i magmi pliniani hanno mostrato di possedere una maggiore ricchezza di silice, di sodio e di potassio e una minore quantità di calcio e magnesio; gli specialisti giustificano queste differenze con il fatto che, nel caso delle lave pliniane, il magma si sarebbe fermato per alcune centinaia di anni (circa 700) ad una profondità di qualche chilometro, nella camera magmatica, dove si sarebbe raffreddato fino a 850 °C e si sarebbe attivata la cristallizzazione.
La testimonianza più rilevante su ciò che accadde in quei giorni è data da Plinio il Giovane, che si trovava in quei giorni a Miseno con la sua famiglia. Trent'anni dopo descrisse l'evento all'amico Tacito:
In questa lettera Plinio il Giovane riferì anche le testimonianze sulla morte dello zio Plinio il Vecchio. Lo zio si era diretto ad Ercolano per andare ad aiutare la famiglia dell'amico Cesio Basso: egli provò a raggiungere la località vesuviana via mare, ma dovette cambiare rotta a causa del ritiro improvviso delle acque, per cui si diresse verso Stabia dove approdò, facendosi ospitare da Pomponiano. Tuttavia, anche questa cittadina venne colpita dalle ceneri e lapilli del vulcano e, soffocato dai vapori tossici, Plinio il Vecchio vi trovò la morte.
In una seconda lettera a Tacito descrisse ciò che accadde a Miseno. Egli racconta delle scosse di terremoto avvenute giorni prima, e la notte dell'eruzione le scosse «crebbero talmente da far sembrare che ogni cosa [...] si rovesciasse». Inoltre, pareva che «il mare si ripiegasse su se stesso, quasi respinto dal tremare della terra», così che «la spiaggia s'era allargata e molti animali marini giacevano sulle sabbie rimaste in secco».

## La distruzione di Pompei, Ercolano e Stabia
L'eruzione avvenne dopo un lungo periodo di quiescenza del vulcano, e gli abitanti dell'area furono colti di sorpresa dal rapido susseguirsi di eventi. Nella seconda parte dell'eruzione, quando si verificarono i flussi piroclastici, si ebbero i danni maggiori e le maggiori perdite di vite umane negli abitati vicini al vulcano. A Pompei, alcune vittime si erano già registrate nella prima fase, a causa del crollo dei tetti. Nella seconda fase, le vittime si ebbero sia direttamente, a causa dei traumi fisici, che per asfissia, a causa dell'alta concentrazione di ceneri nell'aria.
Le città stesse scomparvero alla vista, sepolte sotto almeno 10 metri di materiali eruttivi. Le desolate distese che avevano visto una vita vivace e ricca, ora venivano evitate, divenute oggetto di terrori superstiziosi.
Le caratteristiche dei fenomeni che interessarono Pompei e Stabia furono differenti rispetto ad Ercolano: le prime furono sommerse da una pioggia di pomici, cenere e lapilli che, salvo un intervallo di alcune ore (trappola mortale per tanti che rientrarono alla ricerca di persone care e oggetti preziosi), cadde ininterrotta. Ercolano invece non fu investita nella prima fase, ma quasi dodici ore dopo e, sino alle recenti scoperte degli anni '80, si era pensato che tutti gli abitanti si fossero posti in salvo. La natura dei fenomeni che interessarono questo piccolo centro (Ercolano), fu molto diversa. Infatti, ciò che accadde fu che il gigantesco pino di materiali eruttivi prese a collassare e, per effetto del vento, un'infernale mistura di gas roventi, ceneri e vapore acqueo (il cosiddetto flusso piroclastico) investì l'area di Ercolano. Coloro che si trovavano all'aperto ebbero forse miglior sorte, vaporizzati all'istante, di chi trovandosi al riparo ha lasciato tracce di una morte che, seppur rapida, ebbe caratteristiche tremende. Il fenomeno è oggi conosciuto come "nube ardente" o frane piroclastiche.
Al calar della sera del secondo giorno, l'attività eruttiva iniziò a calare rapidamente fino a cessare del tutto. L'eruzione durò probabilmente non più di due giorni e mezzo, durante i quali il vulcano espulse circa 4,3 km³ di materiale.
L'energia termica rilasciata durante l'eruzione è stata davvero straordinaria, calcolata in circa 100 megatoni, l'equivalente di ben 6 mila bombe atomiche Little Boy o, paragonando l'ordigno più potente mai creato dall'uomo, la Bomba Zar, a due volte tanto.

## Aspetto della montagna prima e dopo l'eruzione
Il Vesuvio era stato sottoposto a un cambiamento. La sua cima non era più piatta, ma aveva acquisito una forma conica, e da essa fuoriusciva un denso vapore. Questo cono, determinato dalla fortissima spinta del materiale eruttato, aveva sfondato il precedente cratere per 3/4 circa della sua circonferenza. Ciò che resta dell'antico edificio vulcanico prese, in seguito, il nome di Monte Somma.
Le foreste, le vigne e la vegetazione lussureggiante che ricoprivano l'interno della caldera prima dell'eruzione morirono. Niente poteva essere più impressionante del contrasto tra lo stupendo aspetto della montagna prima della catastrofe e la desolazione presente dopo il triste evento. Questo rimarcabile contrasto fornì il soggetto a uno degli epigrammi di Marziale (Lib. IV. Ep. 44.), che recita così:

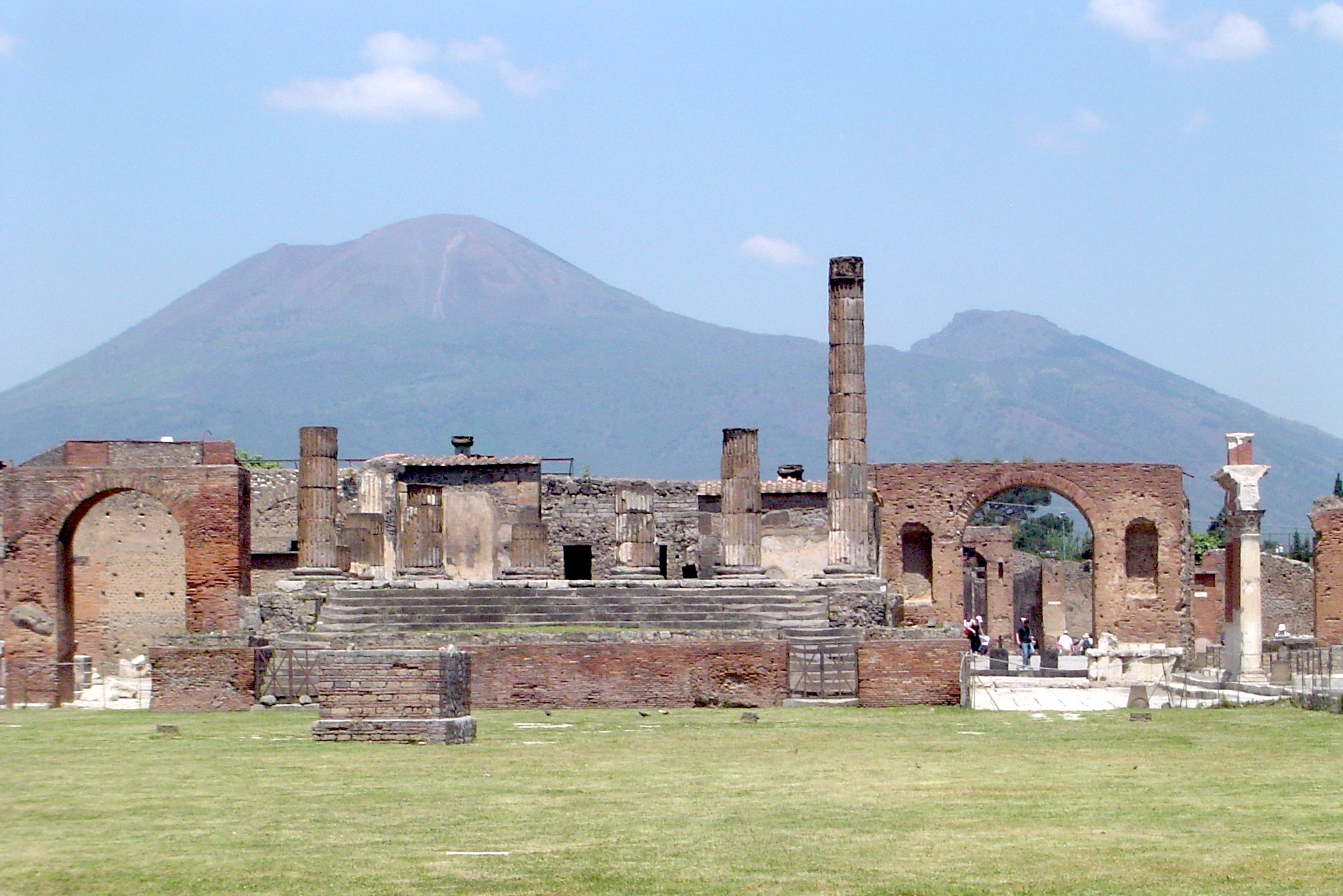
Il Foro di Pompei dominato dal Vesuvio

più dei colli di Nisa, su questo monte i Satiri in passato sciolsero le lor danze; questa, di Sparta più gradita, era di Venere la sede, questo era il luogo rinomato per il nome di Ercole. Or tutto giace sommerso in fiamme ed in tristo lapillo: ora non vorrebbero gli dèi che fosse stato loro consentito d'esercitare qui tanto potere.»
(Marziale Lib. IV. Ep. 44)
Il poeta Publio Papinio Stazio, invece, scrisse che:
(Stazio  Silvarum Liber III)
Dall'eruzione del 79 il Vesuvio ebbe molti periodi di attività alternati a intervalli di riposo.
Nel 472 scagliò una tale quantità di ceneri che si sparsero per tutta Europa e destarono allarme perfino a Costantinopoli, che in quegli stessi giorni era scossa da violenti terremoti con epicentro ad Antiochia. Nel 1036 si ebbe la prima eruzione con fuoriuscita di lava: evento importantissimo nella storia del monte, giacché fino ad allora le eruzioni avevano prodotto materiali piroclastici, ma non magma. Secondo le antiche cronache, l'eruzione avvenne non solo sulla cima, ma anche sui fianchi, e i prodotti incandescenti si riversarono in mare, allungando la linea costiera di circa 600 m.
Questa eruzione fu seguita da altre cinque, l'ultima delle quali (sebbene molto dubbia, perché ne parla un solo storico) avvenne nel 1500. A queste fece seguito un lungo riposo di circa 130 anni, durante il quale la montagna si coprì nuovamente di giardini e vigne come in precedenza. Anche l'interno del cratere si ricoprì di arbusti. In seguito, il Vesuvio eruttò nel 1631, nel 1861, nel 1872, nel 1906 e infine nel 1944, ultima eruzione fino ad oggi.

## Filmografia e serie
La tragedia dell'eruzione è stato oggetto di vari film e serie televisive. Per lo più film storici.
Film
- Gli ultimi giorni di Pompei (1908)
- Gli ultimi giorni di Pompei (1913)
- Gli ultimi giorni di Pompei (1935)
- Gli ultimi giorni di Pompei (1950)
- Gli ultimi giorni di Pompei (1959)
- Anno 79 - La distruzione di Ercolano (1962)
- Gladiatori di Roma (2012)
- Pompei (2014)
- Apocalypse Pompeii (2014)

Serie televisive
- Gli ultimi giorni di Pompei (1984)
- Pompei (2007)
- Doctor Who, ep. 4x02 "Le fiamme di Pompei" (2008)
- Loki, ep. 1x02 "La variante" (2021)